# Hörschnecke

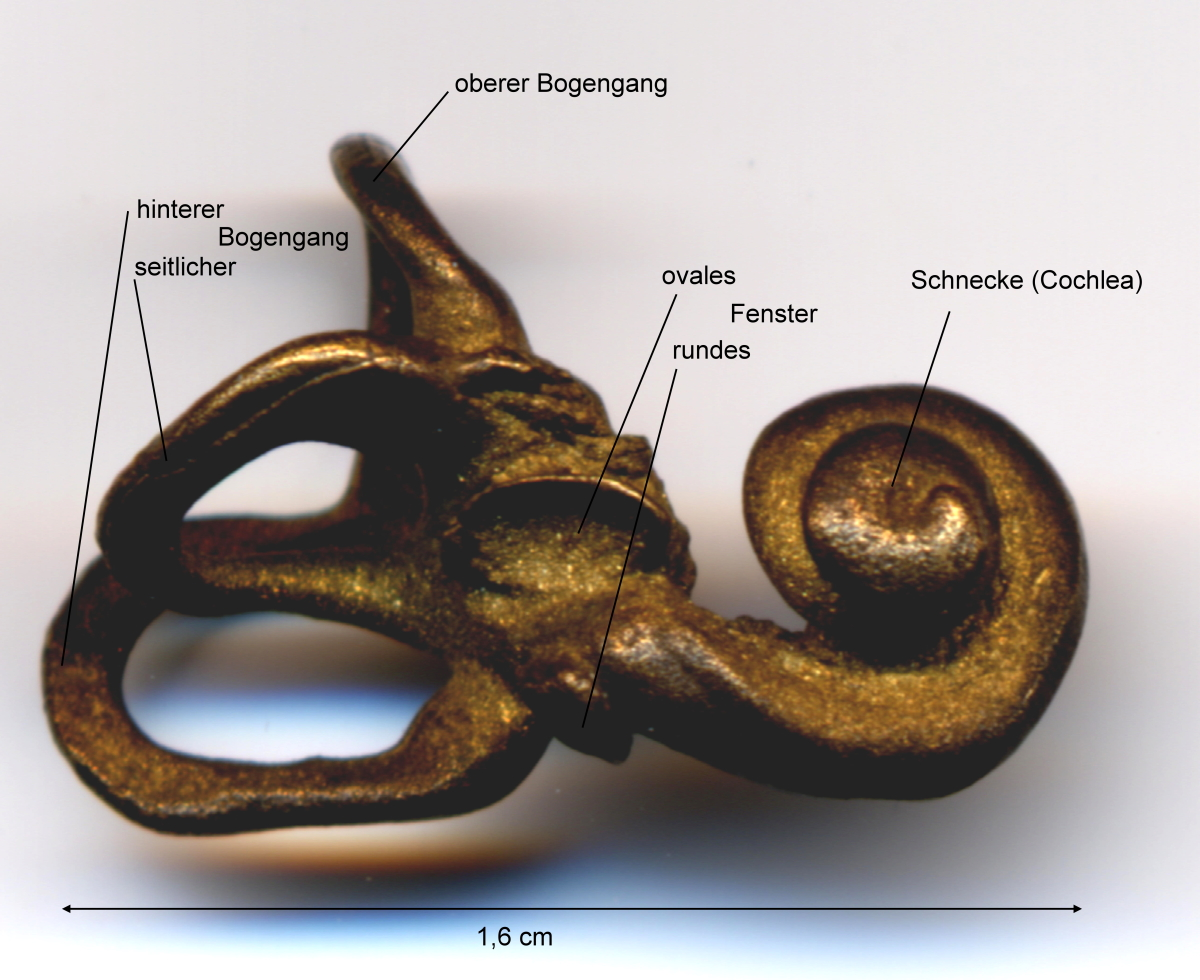
Ausguss eines menschlichen Labyrinths

Die Hörschnecke, auch Gehörschnecke oder Cochlea (lateinisch cochlea ‚Schnecke‘; entlehnt von altgriechisch κοχλίας), ist ein Teil des Innenohrs der Säugetiere und stellt das Rezeptorfeld für die Hörwahrnehmung dar. Ihre schwingungsmechanischen Eigenschaften, für deren Erforschung Georg von Békésy 1961 den Nobelpreis erhielt, tragen zur Auflösung verschiedener Tonhöhen bei; ebenso die verschiedenen Typen von Haarzellen und ihre neuronale Verschaltung.

## Aufbau der Hörschnecke

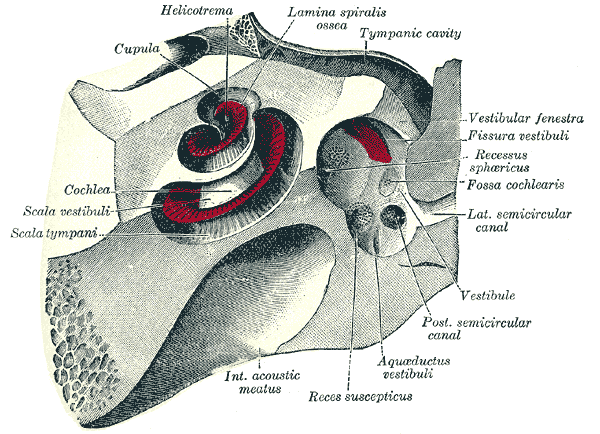
Aufbau der Hörschnecke

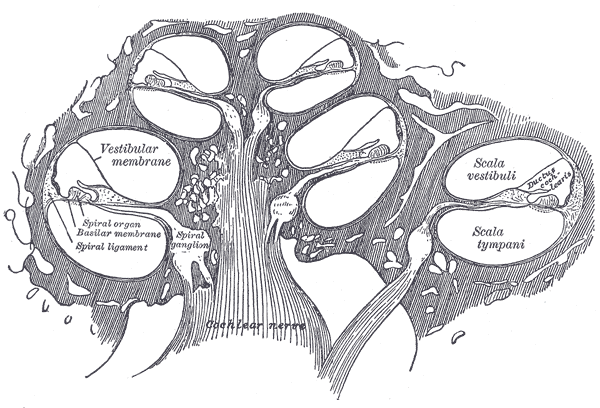
Querschnitt durch die Hörschnecke

Die Hörschnecke ist ein schneckenförmiger Hohlraum im Felsenbein mit zweieinhalb Windungen beim Menschen und zum Beispiel vier Windungen beim Meerschweinchen. Sie ist von einem Knochenmaterial umgeben, das nach den Zähnen das härteste Material im menschlichen Körper darstellt. Im Rahmen einer mit Schwerhörigkeit bis zur Taubheit einhergehenden angeborenen Fehlbildung (Mondini-Dysplasie) kann die Schnecke auf eineinhalb Windungen reduziert sein.
Die knöcherne Achse der Cochlea wird Schneckenspindel (Modiolus) genannt. Sie steht mit dem inneren Gehörgang in Verbindung und enthält den Stamm des Höranteils des VIII. Hirnnervs (Nervus vestibulocochlearis).
Innen ist die Hörschnecke in drei übereinander liegende flüssigkeitsgefüllte Gänge gegliedert. Sie heißen
- Scala vestibuli (Vorhoftreppe; lat. scala ‚Treppe‘, ‚Leiter‘; lat. vestibulum ‚Vorhof‘)
- Scala media oder Ductus cochlearis (Schneckengang) und
- Scala tympani (Paukentreppe).

Die Basis der Hörschnecke grenzt an das Mittelohr mit den Gehörknöchelchen. Die Fußplatte des Steigbügels ist in das ovale Fenster (Fenestra vestibuli oder Fenestra ovalis) beweglich eingepasst. Hinter dem ovalen Fenster liegt die Vorhoftreppe (Scala vestibuli). Diese geht an der Spitze der Schnecke (lat. Apex) über das Schneckenloch (Helicotrema) in die Paukentreppe (Scala tympani) über, beide bilden also einen zusammenhängenden Kanal. Letztere grenzt an der Basis an das Runde Fenster (Fenestra cochleae), welches durch eine frei schwingende Membran (Membrana tympani secundaria) zum Mittelohr hin verschlossen ist. Ein Druck der Gehörknöchelchen auf das ovale Fenster läuft als Wanderwelle über die Scala vestibuli in Richtung zur Spitze der Schnecke und führt zur Auslenkung der Basilarmembran, was den importierten Druck auf die Scala tympani überträgt. Über das runde Fenster kann dieser Druck ausgeglichen werden.
Die Scala media ist durch die Reißner-Membran (nach Ernst Reißner) von der Scala vestibuli und durch das Spiralige Knochenblatt (Lamina spiralis ossea) und die Basilarmembran (Lamina basilaris oder Membrana basilaris) von der Scala tympani getrennt. Die Scala vestibuli und die Scala tympani sind mit Perilymphe gefüllt, die sich über das Helicotrema zwischen beiden Gängen austauscht. Die Scala media enthält Endolymphe. Beide Flüssigkeiten unterscheiden sich in ihrer Zusammensetzung: Die Perilymphe ähnelt dem extrazellulären Milieu, während die Endolymphe eine hohe Kalium-Konzentration aufweist. Darin gleicht sie dem Zytosol.

## Vom Schall zum Nervenimpuls

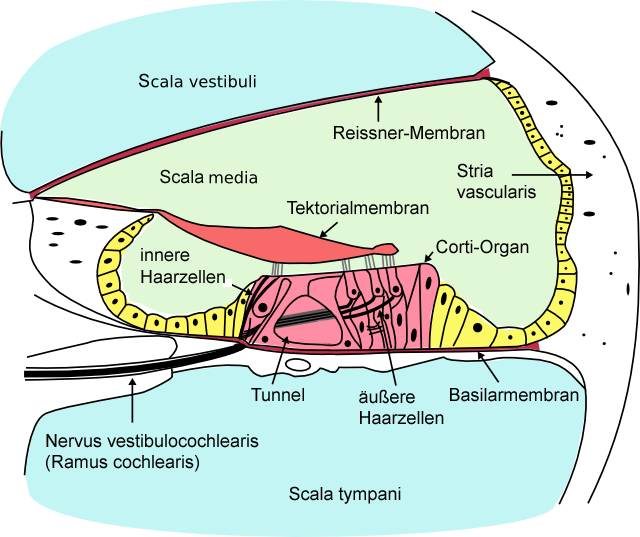
Schnitt durch die Hörschnecke: Aufbau des Corti-Organs

Auf der Basilarmembran liegt das Corti-Organ mit vier Reihen von Haarzellen, die unterschiedliche Eigenschaften haben:
- Die äußeren Haarzellen (drei Reihen) dienen der Verstärkung der Schallwellen innerhalb der Cochlea (sog. Cochleärer Verstärker). Sie arbeiten als kombinierte Sensor- und Motorzellen, wobei sie durch die Motorfunktion der Haarbündel und zusätzlich durch die Motorfunktion der Zellkörper (schallsynchrone Längenveränderungen) die selbst registrierten Schallsignale verstärken und dadurch die Frequenzselektivität erhöhen. Diese selektive Verstärkung wird an die benachbarten inneren Haarzellen weitergegeben.
- Die inneren Haarzellen (eine Reihe) leisten die Umwandlung mechanischer Schwingungen in Nervenimpulse (die so genannte Transduktion), die an das Gehirn weitergeleitet werden.

Die Umsetzung von Schall in Nervenimpulse hängt im Wesentlichen von folgenden Einflüssen ab:
- Elektrische und mechanische Schwingungseigenschaften von Zellkörper und Haarbündel der äußeren Haarzellen mit stetigem frequenzspezifischem Gradienten entlang des Schneckenganges
- Umsetzung der mechanischen Anregung der inneren Haarzellen in Nervenimpulse

Die menschliche Cochlea besitzt bei der Geburt ungefähr 3.500 innere und 12.000 äußere Haarzellen.

### Schwingungsmechanische Eigenschaften des Innenohres

Wanderwelle in der Cochlea

Tritt der Schall in das Innenohr ein, erzeugt er dort eine Welle, die durch das Innenohr wandert. Man spricht von der Wanderwelle. Sie lenkt mittels der Tektorialmembran die Sinneshärchen (Stereozilien) der äußeren Haarzellen aus, nicht jedoch die der inneren Haarzellen (diese haben, im Gegensatz zu den äußeren, keinen Kontakt zur Tektorialmembran).
Basilarmembran und Schneckenkanal wirken hierbei als mechanisches Resonatorsystem. Da die Breite der Basilarmembran vom ovalen Fenster zum Helicotrema hin auf Kosten der Lamina spiralis ossea zunimmt, der Durchmesser des knöchernen Schneckenkanals jedoch abnimmt, ändern sich die mechanischen Eigenschaften (Massenbelag, Steife, Dämpfung) und damit auch die Schwingungseigenschaften des Systems in Abhängigkeit vom Abstand zum Helicotrema. In der Nähe des ovalen Fensters ist die Basilarmembran steif und deshalb resonant mit hohen Frequenzen, in der Nähe des Helicotrema ist sie nachgiebig und resonant mit niedrigen Frequenzen. Umgekehrt ist die Flüssigkeit im Schneckenkanal durch ihre Massenträgheit für hohe Frequenzen steif und für niedrige zunehmend nachgiebig. Mit abnehmender Frequenz können Wellen immer tiefer in den Schneckenkanal eindringen. Bevor eine Welle mit bestimmter Frequenz an den Ort gelangt, wo sie resonant ist, bewirkt sie keine großen Massenkräfte, sondern ihre Energie wird hydraulisch, durch gegensinnige Längsbewegungen der beiden Flüssigkeitssäulen weiter ins Innere transportiert. Zur spektralen Trennschärfe trägt bei, dass hinter dem Ort der Resonanz die Membran noch nachgiebiger, weil breiter wird, und die Flüssigkeitssäule steifer, weil enger, sodass sich die Welle kaum weiter ausbreitet (ein Kurzschluss im Sinne der Leitungstheorie – tiefste Frequenzen werden durch das Helicotrema kurzgeschlossen, um Schäden zu vermeiden).

### Die äußeren Haarzellen
Die äußeren Haarzellen reagieren bereits auf eine geringe Auslenkung ihrer Haarbündel mit Motoraktivität dieser Haarbündel und zusätzlich mit einer aktiven Längenänderung ihres gesamten Zellkörpers. Dazu sind die äußeren Haarzellen durch ein besonderes Membranprotein, das Prestin, befähigt. Das ist ein kontraktiles Protein in der Plasmamembran, das sich potentialabhängig verkürzt oder verlängert. Transgene Mäuse, denen das Gen für Prestin fehlt, haben eine stark herabgesetzte Hörempfindlichkeit. Dies gilt als Beweis dafür, dass die Prestin-Motoren in der Zellmembran der äußeren Haarzellen den Schall innerhalb des Innenohres verstärken und die Frequenzselektivität erhöhen.
Die äußeren Haarzellen beeinflussen die mechanischen Schwingungen des Systems Basilarmembran-Schneckenkanal. An der Resonanzstelle werden die Schwingungen verstärkt und hierdurch die inneren Haarzellen stärker stimuliert. Jenseits der Resonanzstelle werden die Schwingungen stark gedämpft, die entsprechende Frequenz breitet sich kaum weiter aus.
Hierdurch wird die Frequenzselektivität des Innenohres größer, die Zerlegung von Klängen oder von menschlicher Sprache in einzelne Tonfrequenzen wird erleichtert („cochleärer Verstärker“).
Ein weiterer Effekt ist, dass hohe Frequenzen, die in der Nähe des ovalen Fensters ihre Resonanzstelle besitzen, keine Anregung der inneren Haarzellen für tiefe Frequenzen bewirken. Tiefe Frequenzen, die erst in der Nähe des Helicotremas ein Erregungsmaximum hervorrufen, erregen andererseits aber auch die für hohen Frequenzen zuständigen Haarzellen.

### Die inneren Haarzellen
Die einzelnen Frequenzen eines auf diese Weise zerlegten Klangs reizen die auf die jeweiligen Frequenzen spezialisierten inneren Haarzellen. Der Reiz löst ein elektrisches Signal in den Haarzellen aus (mechano-elektrische Transduktion). Diese geben ein chemisches Signal (Transmitter Glutamat) an eine Hörnervenfaser (Transformation), wodurch jede Hörnervenfaser die Frequenzselektion ihrer angeschlossenen inneren Haarzelle weitergibt. Die Hörnervenfasern reagieren elektrisch (Aktionspotential) und reichen bis zum ersten Kerngebiet der Hörbahn im Stammhirn. Auf diese Weise werden die Tonfrequenzen getrennt und elektrisch zum Gehirn gesendet.
Die Erregung einer Haarzelle ist abhängig von der Vorgeschichte. Tritt eine mechanische Anregung nach einer gewissen Ruhephase ein, so „feuert“ die Haarzelle besonders intensiv. Bleibt die Anregung eine gewisse Zeit bestehen, so nimmt die Anzahl der Nervenimpulse ab (so genannte Adaptation). Erst nach einer gewissen anregungsarmen Zeit wird die ursprüngliche hohe Nervenimpulszahl wieder erreicht. Dieser Sachverhalt wird unter anderem in psychoakustischen Modellen mit digitalen Signal-Prozessoren nachgebildet, die für die Audiodatenkompression in der Tonaufzeichnung verwendet werden.

Darstellung des Corti-Organs

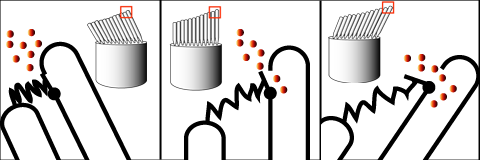
Schematische Darstellung der Funktion einer Haarzelle. Links: Hemmung, Mitte: ohne Reizung, Rechts: Erregung.

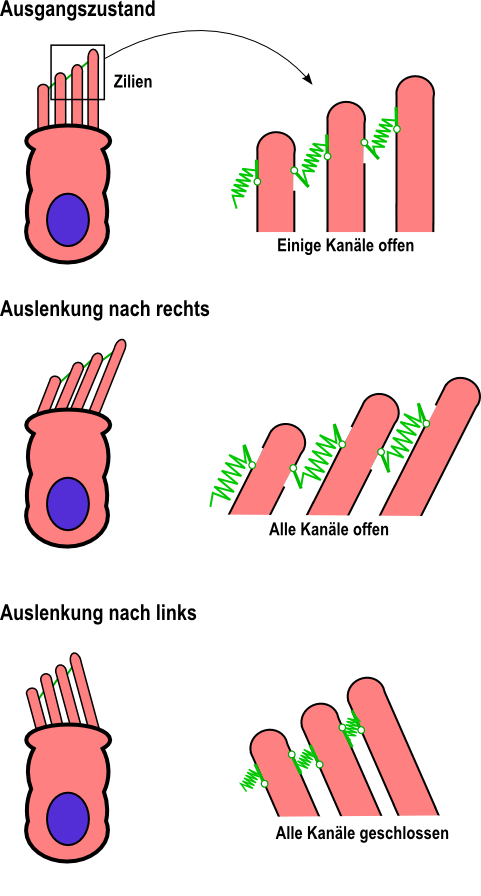
Schematische Darstellung der Kanalverhältnisse einer Haarsinneszelle bei Auslenkung

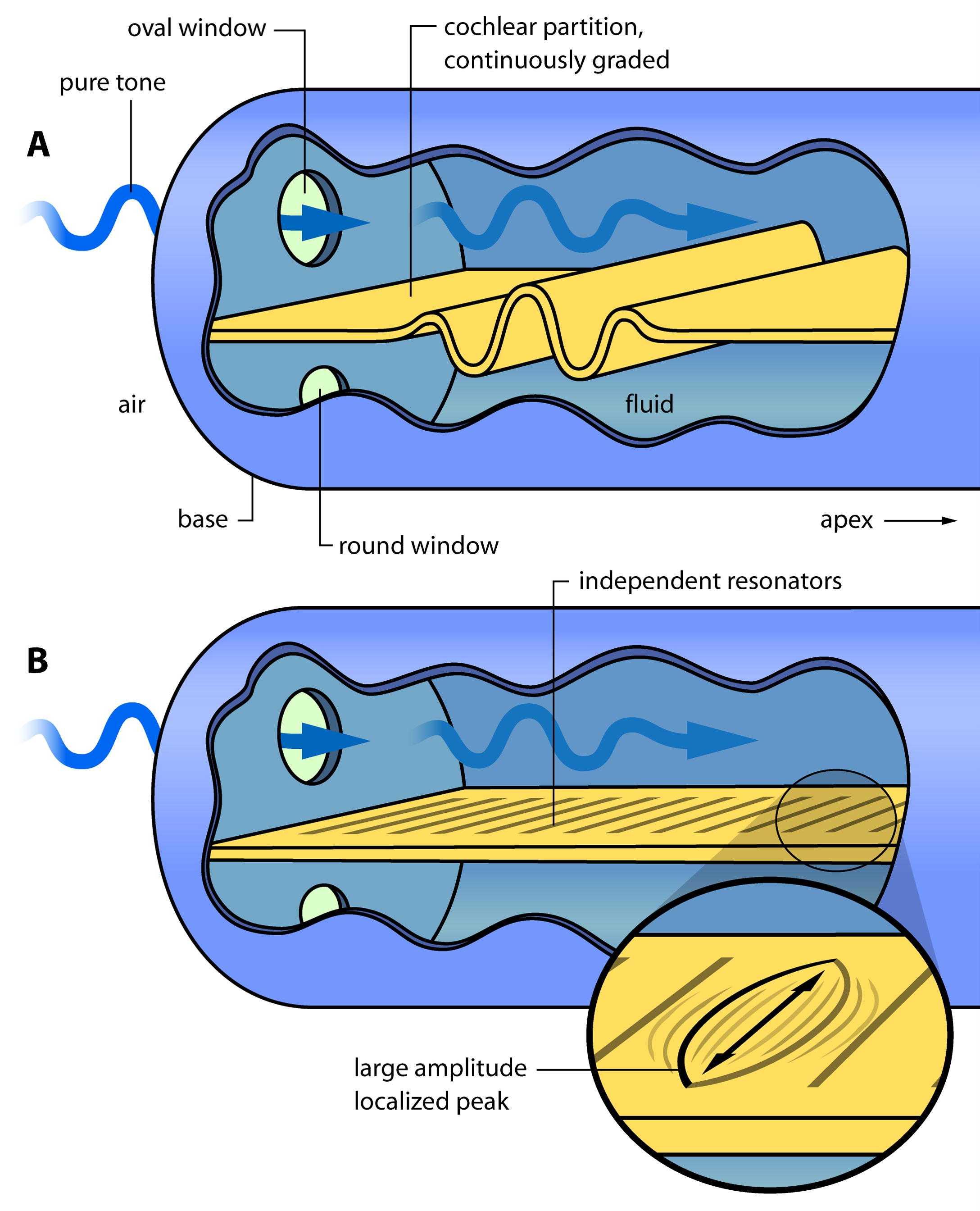
Die Cochlea schematisch dargestellt: * Bild (A) Wanderwelle, welche sich ähnlich einem Seil bewegt und als Welle zu Verschiebungen an den Haarzellen führt, an deren Basis (hohe Frequenzen) und an der Spitze (Apex) (niedrigen Frequenzen). * Bild (B) Eine alternative Ansicht der Resonanz die zeigt, dass unabhängig Haarzellen in der Nachbarschaft mit erfasst werden.

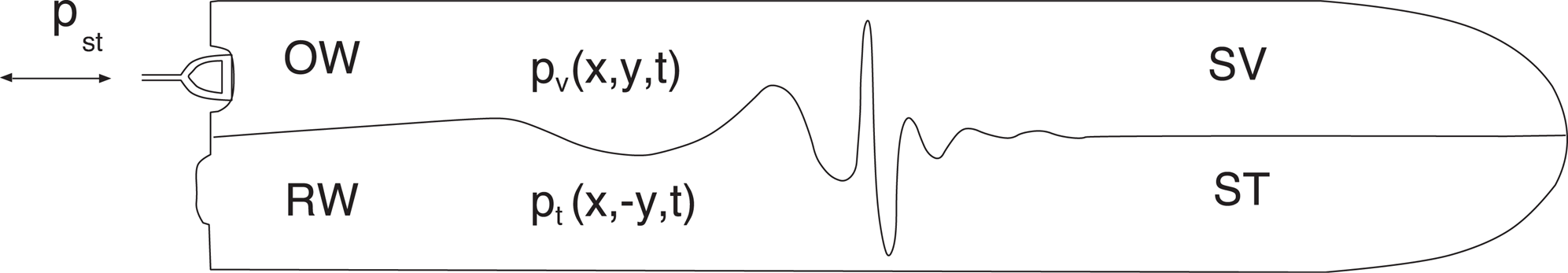
Fenestra ovalis, ovales Fenster, engl.OW: oval window; Fenestra cochleae, rundes Fenster, engl.RW: round window; Scala tympani, engl.ST: scala tympani; Scala vestibularis, engl.SV: scala vestibuli

### Innervation der Haarzellen
Die Haarzellen werden von afferenten und efferenten Nervenfasern versorgt. Während die afferenten Fasern aus dem Ganglion spirale stammen, kommen die efferenten Fasern aus den oberen Olivenkernen (über den Tractus olivocochlearis oder Rasmussen-Bündel).
Das Ganglion spirale besteht aus über 30.000 bipolaren Nervenzellen. Mehr als 90 % davon sind myelinisierte Neurone (Typ I), die mit den inneren Haarzellen in Kontakt stehen. Die kleineren, unmyelinisierten Neurone (Typ II) versorgen die äußeren Haarzellen. Beide Typen senden Impulse an die Cochleariskerne in der Medulla oblongata.
Die efferenten Fasern laufen zuerst mit dem Nervus vestibularis in den inneren Gehörgang, zweigen dann jedoch über die Oortsche Anastomose zum Cochlearisteil des Nervus vestibulocochlearis ab. Die physiologische Funktion besteht in der Beeinflussung (Modulation) der afferenten Verbindungen (Synapsen) der inneren Haarzellen und der Motoraktivität der äußeren Haarzellen.
Die inneren Haarzellen werden von den radialen afferenten Fasern und den lateralen efferenten Fasern versorgt, die äußeren Haarzellen von den spiraligen afferenten und den medialen efferenten Fasern.
Innere Haarzellen:
Alle aus dem Ganglion spirale stammenden Typ-I-Nervenzellen sind nur mit den inneren Haarzellen mit Synapsen verbunden. Ihre Dendriten bilden das radiale afferente System. Die Axone sammeln sich im Modiolus und verlaufen mit dem Nervus cochlearis zu den Cochleariskernen. Jede innere Haarzelle hat etwa mit zehn afferenten Fasern Kontakt. Diese Zahl ist jedoch im Bereich des besten Hörens deutlich höher.
Ein Teil der efferenten Fasern (laterales efferentes System) erlangt Kontakt zu den Synapsenköpfchen der afferenten Fasern an den inneren Haarzellen und bildet mit ihnen Synapsen. Diese Fasern haben also keinen direkten Kontakt mit Haarzellen.
Äußere Haarzellen:
Die äußeren Haarzellen haben eine nur vergleichsweise geringe Versorgung mit afferenten Fasern. Nur in der letzten (apikalen) Windung besteht eine höhere Versorgung mit afferenten Fasern. Die äußeren Haarzellen bilden ausschließlich Synapsen zu den unmyelinisierten Typ-II-Fasern des Ganglion spirale. Diese Fasern verlaufen am Boden des Corti-Tunnels von den äußeren Haarzellen in Richtung Modiolus. Sie begleiten die äußeren Haarzellen spiralig (spiralig afferentes System), und jede einzelne Faser hat zu mehreren Zellen synaptischen Kontakt.
Die medialen efferenten Fasern ziehen als radiäre Tunnelfasern frei durch den Corti-Tunnel und bilden mit dem unteren (Haarbündel-fernen) Teil des Zellkörpers der äußeren Haarzellen Synapsen. Auch hier hat eine Faser zu mehreren Zellen synaptischen Kontakt.

## Einflüsse auf die akustische Wahrnehmung
Die Art und Weise, wie Schallsignale in Nervenimpulse umgesetzt werden, und an welcher Stelle Nervenimpulse im Innenohr entstehen, beeinflusst die akustische Wahrnehmung.

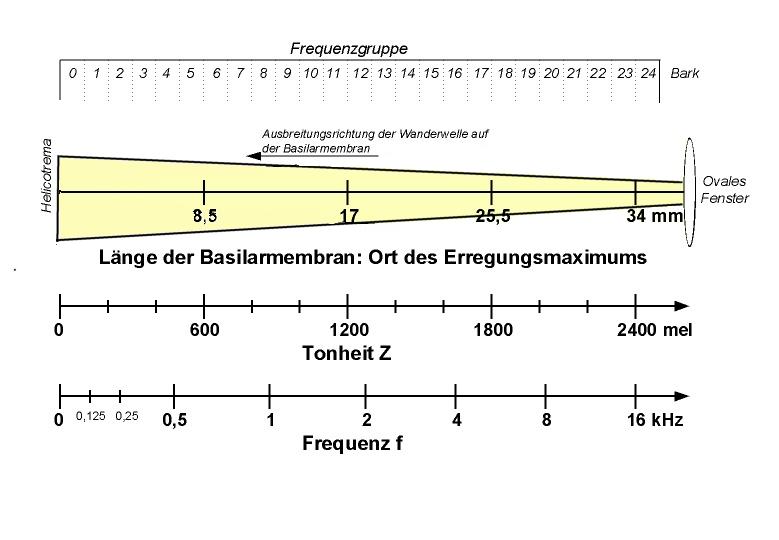
Zusammenhang zwischen Basilarmembranort, Tonheit in Mel und Frequenz eines Tons

### Tonhöhe
Die Tonhöhe, die bei Beschallung mit einer gewissen Frequenz wahrgenommen wird, hängt eng mit dem Ort auf der Basilarmembran zusammen, an dem bei dieser Frequenz ein Erregungsmaximum besteht. Da die Basilarmembran am ovalen Fenster schmal und dick ist, ist ihre Eigenfrequenz hier hoch (bei geringer Amplitude). Weiter in Richtung Helicotrema, wo sie breiter und dünner ist, schwingt sie mit niedrigerer Frequenz (bei größerer Amplitude).
In Tierversuchen konnte man den Ort auf der Basilarmembran bestimmen, bei dem für eine bestimmte Frequenz eine maximale Erregung der inneren Haarzellen erzielt wird. Hieraus wurde anhand von physiologischen Vergleichen der Ort des Erregungsmaximums beim Menschen abgeleitet. Mit Hilfe von Hörversuchen kann wiederum bestimmt werden, welche Frequenz zu welcher Tonhöhenempfindung führt. Man fand einen linearen Zusammenhang zwischen der Position des Erregungsmaximums auf der Basilarmembran (gerechnet als Abstand vom Helicotrema) und der empfundenen Tonhöhe.

Wahrnehmung der Frequenzen

Der Hörbereich geht etwa von 20 Hz bis 20 kHz, wobei die Hörschwelle für verschiedene Frequenzen unterschiedlich ist und bei 2–4 kHz am niedrigsten ist; biographisch hört man vor allem die hohen Frequenzen zunehmend schlechter (Presbyakusis). Ortsprinzip: Wird die Basilarmembran mit einer bestimmten Frequenz angeregt, so wird sie dort am meisten schwingen, wo sie am besten mit dieser Frequenz schwingen kann. Für eine Frequenz sind daher nur wenige innere Haarzellen verantwortlich (die für diese Frequenz auch eine besonders niedrige Reizschwelle haben); aufgrund der Verschaltung in der Hörbahn sind auch im primären auditiven Cortex bestimmte Neurone nur für bestimmte Frequenzen zuständig (Tonotopie). Dieses Schwingungsmaximum der Basilarmembran ist neben dieser passiven Komponente vor allem auch deshalb scharf umrissen, weil die Äußeren Haarzellen am Ort des Schwingungsmaximums erregt werden und die Schwingung durch Kontraktion etwa tausendfach verstärken (cochleärer Verstärker), so dass nur in einem sehr kleinen Gebiet die Inneren Haarzellen sehr stark erregt werden. Zu dieser „mechanisch aktiven“ Komponente kommt noch eine neuronale: laterale Hemmung entlang der Hörbahn (vor allem im Ganglion spirale cochleae), d. h. stark erregte Neurone hemmen benachbarte leicht erregte Neurone (die den direkt benachbarten Frequenzbereich übertragen würden). Diese Kontrastierung dient der Rauschunterdrückung.

### Lautstärke und Klang
Die Anzahl der insgesamt erzeugten Nervenimpulse per Frequenzband ist ein Maß für die empfundene Lautheitstärke eines Schallsignals. Die Anzahl der abgegebenen Nervenimpulse hängt wiederum von der Stärke der Erregung der inneren Haarzellen und damit vom Schwingungsverhalten der Basilarmembran ab.

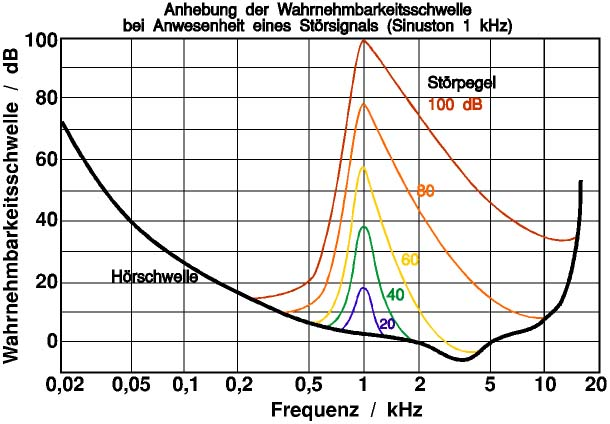
Maskierungeffekt als Indiz für das Erregungsverhalten des Innenohres

Das Erregungsmuster, das ein bestimmter Ton verursacht, kann man anhand von Maskierungsexperimenten nachvollziehen. Ist bei Anwesenheit eines Tons ein zweiter leiserer Ton nicht mehr wahrnehmbar, so deutet dies darauf hin, dass der erste Ton die Nervenzellen, die für die Wahrnehmung des zweiten Tons verantwortlich sind, schon wesentlich stärker erregt hat, als es der zweite Ton kann.
Aufgrund des Schwingungsverhaltens der Basilarmembran regen Einzeltöne auch noch Nervenzellen an, die oberhalb ihrer Frequenz liegen, also zu Frequenzen gehören, die gar nicht im Schallsignal enthalten sind. Bei Schallsignalen mit flachem Frequenzgang werden keine Nervenzellen außerhalb des Frequenzgangs des Schallsignals erregt. Dies führt dazu, dass Einzeltöne (oder Schallsignale mit starken tonalen Anteilen) lauter empfunden werden, als breitbandige Schallsignale mit gleichem Schallpegel.
Auf der anderen Seite beeinflusst das Zeitverhalten eines Schallsignals die Anzahl der abgegebenen Nervenimpulse. Setzt (in einem Frequenzbereich) ein Schallsignal nach längerer Ruhe ein, feuern die Nervenzellen besonders stark. Bei länger andauerndem Schall sinkt die Anzahl der Nervenimpulse wieder auf einen durchschnittlichen Wert ab.
Dies führt dazu, dass Schallsignale mit plötzlichen Schalleinsätzen (z. B. Hämmern) als wesentlich lauter empfunden werden, als gleichförmige Schallsignale mit gleichem Schallpegel.
Ebenso wie die Lautstärke wird hierdurch auch der empfundene Klang beeinflusst, tonale Anteile und Schalleinsätze bestimmen so den Klangeindruck wesentlich stärker als es das physikalische Spektrum eines Schallsignals erwarten lässt.

### Signalverarbeitung des Gehörs
Die Position des Erregungsmaximums auf der Basilarmembran bestimmt nicht nur die empfundene Tonhöhe (siehe oben), sondern auch, welche Signalanteile vom Gehör gemeinsam ausgewertet werden.
Hierzu teilt das Gehirn das hörbare Frequenzspektrum in Abschnitte ein, sogenannte Frequenzgruppen. Die Nervenimpulse aus einer Frequenzgruppe werden gemeinsam ausgewertet, um hieraus Lautstärke, Klang und Richtung des Schallsignals in diesem Frequenzbereich zu bestimmen.
Die Breite einer Frequenzgruppe beträgt ca. 100 Hz bei Frequenzen bis 500 Hz und eine kleine Terz oberhalb von 500 Hz. (Dies entspricht ca. 1 Bark oder 100 Mel)
Der gesunde Mensch kann normalerweise Frequenzen von 20–18000 Hz wahrnehmen. Der Frequenzumfang nimmt mit dem Alter ab.

### Technische Anwendung von Frequenzgruppen-Effekten
Ausgenutzt werden die Frequenzgruppen-Effekte bei Datenreduktionsverfahren wie MP3.
Hier werden, ebenso wie beim Gehör, Signalbereiche in Frequenzgruppen analysiert. Signalbereiche, die aufgrund von Maskierungseffekten (also aufgrund von lateraler Hemmung im Gehirn) nicht hörbar sind, werden aus dem Signal entfernt oder mit geringerer Qualität übertragen. Hierdurch sinkt die Datenmenge, ein Unterschied zum Ursprungssignal ist aber für den Menschen nicht wahrnehmbar.
Das gesunde Ohr weist ein Frequenzunterscheidungsvermögen bei 1 kHz von etwa ± 3 Hz auf. Liegt eine Hörstörung vor, so kann das Frequenzunterscheidungsvermögen in Abhängigkeit von Art und Ausmaß der Hörstörung herabgesetzt sein.

## Einzelbelege
1. ↑  Anne M. Gilroy, Brian R. MacPherson, Lawrence M. Ross: Atlas of Anatomy. Thieme, 2008, S. 536, ISBN 978-1-60406-151-2
2. ↑  Fachbegriffe Glossar der Sektion Physiologische Akustik und Kommunikation der Universität Tübingen ohr innenohr hören hörverlust taubheit cochlea tinnitus schall auditorisch gummer